# روبرتو موريرا
روبرتو موريرا (بالإسبانية: Roberto Moreira Aldana)‏ (6 مايو 1987 بلوكي في باراغواي - ) هو مدرب كرة قدم ولاعب كرة قدم باراغواياني في مركز الهجوم. لعب مع تاليريس كوردوبا.

## وصلات خارجية
- روبرتو موريرا على موقع قاعدة بيانات كرة القدم.إي يو (الإنجليزية)
- روبرتو موريرا على موقع Soccerway.com (الإنجليزية)